# Тетевенска овца
Тетевенска овца е българска порода овце с предназначение добив на вълна, мляко и месо.

## Разпространение
Името ѝ произлиза от град Тетевен, в района на който посредством народна селекция е създадена породата. Породата е разпространена в стопанства в селища намиращи се в Средна Стара планина в района на Тетевен, Рибарица, Черни Вит, Голям извор и Галата.
Към 2008 г. броят на представителите на породата е бил 1486 индивида.
Рисков статус – уязвима.

## Описание
Тялото е с правоъгълна форма. Главата е с права профилна линия, ушите са големи, прави или клепнали. Лицето, краката и корема не са зарунени. Мъжките са с добре развити рога, а женските са безроги. Опашката е тънка, дълга и зарунена.
Руното е отворено. Основно цветът на вълната е бял, но се срещат и овце с калинест (жълтеникав) цвят.
Овцете са с тегло 38 – 47 kg, а кочовете 65 – 80 kg. Средният настриг на вълна е 1,5 – 2,5 kg при овцете и 2 – 3 kg при кочовете. Плодовитостта им е 108 – 118%. Средната млечност за доен период е 65 – 75 l.